# Нижне-Колыбельский сельсовет
Нижне-Колыбельский сельсове́т — сельское поселение в Хлевенском районе Липецкой области. 
Административный центр — село Нижняя Колыбелька.

## История
В соответствии с законами Липецкой области №114-оз от 02.07.2004 и №126-оз от 23.09.2004 сельсовет наделён статусом сельского поселения, установлены границы муниципального образования.

## Население
| 2009 | 2010 | 2012 | 2013 | 2014 | 2015 | 2016 |
| ---- | ---- | ---- | ---- | ---- | ---- | ---- |
| 652  | ↘651 | ↘635 | ↘617 | ↘596 | ↘580 | ↘576 |
| 2017 | 2018 | 2021 |      |      |      |      |
| ↘561 | ↗572 | ↗601 |      |      |      |      |

## Состав сельского поселения
| № | Населённый пункт  | Тип населённого пункта       | Население |
| - | ----------------- | ---------------------------- | --------- |
| 1 | Дерезовка         | деревня                      | ↗113      |
| 2 | Калина-Дубрава    | деревня                      | ↗47       |
| 3 | Нижняя Колыбелька | село, административный центр | ↘401      |
| 4 | Трещевка          | деревня                      | ↗90       |